# أوزوالدو مورينو
أوزوالدو مورينو هو رسام إكوادوري، ولد في 1929، وتوفي في 3 ديسمبر 2011.